# Nogales (Mansilla Mayor)
Nogales es una localidad del municipio leonés de Mansilla Mayor, en la Comunidad Autónoma de Castilla y León. El pueblo se encuentra al este del municipio, próximo al río Porma. Se accede a la localidad a través de una carretera local que enlaza con Mansilla Mayor y Villaverde de Sandoval.

## Localidades limítrofes
Confina con las siguientes localidades:
- Al norte con Marne.
- Al noreste con Villamoros de Mansilla.
- Al este con Mansilla Mayor.
- Al sur con Villaverde de Sandoval.
- Al oeste con Mancilleros y Villaturiel.

## Demografía
Evolución de la población
| Gráfica de evolución demográfica de Nogales entre 2000 y 2017      |
|                                                                    |
| Población de derecho (2000-2017) según el padrón municipal del INE |

## Historia
Así se describe a Nogales en el tomo XII del Diccionario geográfico-estadístico-histórico de España y sus posesiones de Ultramar, obra impulsada por Pascual Madoz a mediados del siglo XIX:

Lugar en la provincia, partido judicial y diócesis de León, audiencia territorial y capitanía general de Valladolid, ayuntamiento de Villasabariego; Situado en una llanura; su clima es húmedo y enfermizo. Tiene unas 7 casas, iglesia anejo de Villaverde de Sandoval, y regulares aguas potables. Confina con término de Villaverde y Mansilla Mayor; el terreno es llano y de regadío. Los caminos dirigen a los pueblos limítrofes. Producciones: trigo, centeno, cebada y pastos; cría ganados. Población: 7 vecinos, 20 almas. Contribución: con el ayuntamiento.
Diccionario geográfico-estadístico-histórico de España y sus posesiones de Ultramar